# Cayo Santander
El Cayo Santander o Cayo Algodón (en inglés: Cotton Cay), es un cayo de Colombia situado al este de la isla de San Andrés. Cayo Santander se ubica muy próximo a la ciudad capital del departamento, en la bahía de San Andrés.

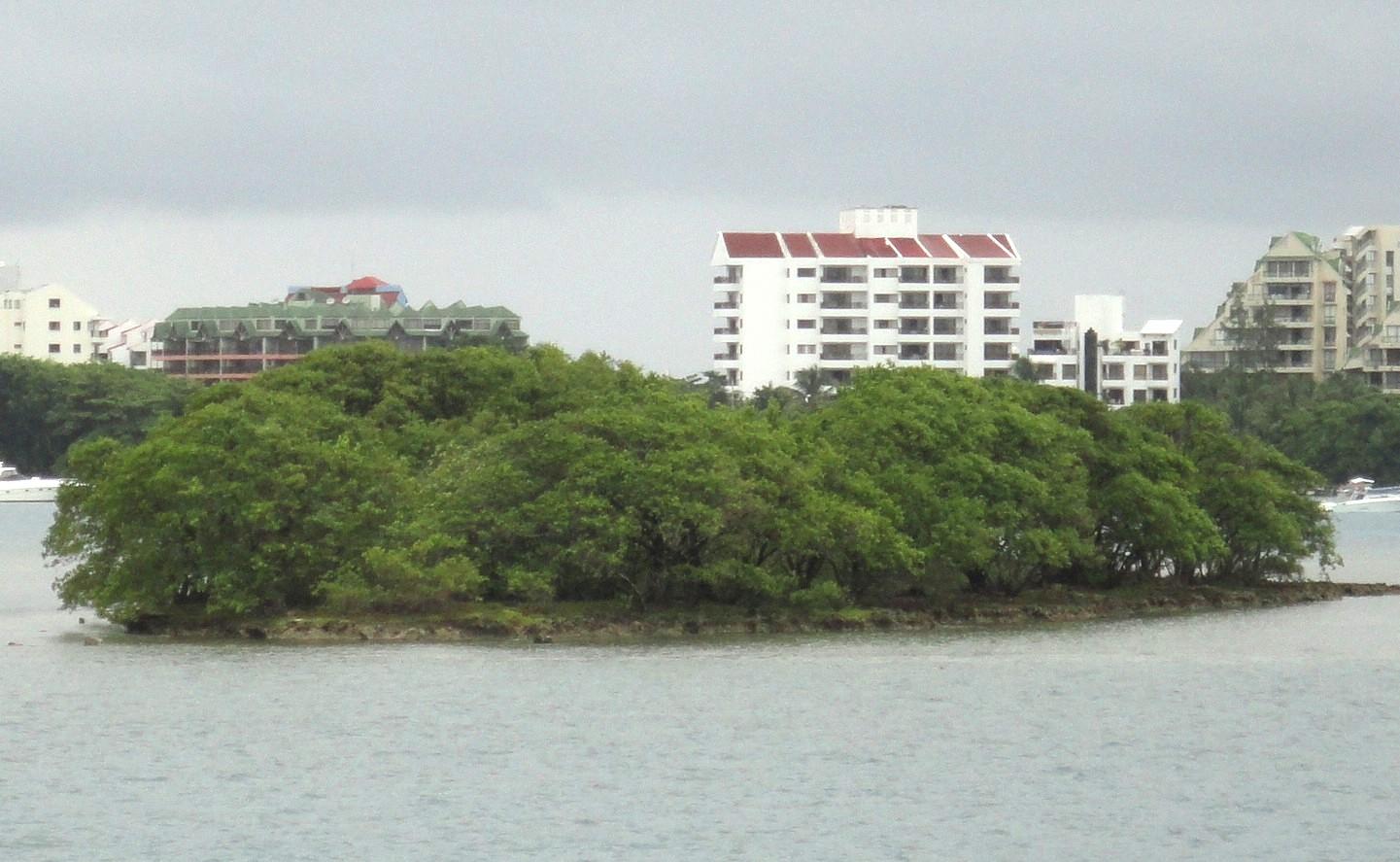
Cayo Santander desde el sur